# CRAM-MD5
В криптографії, CRAM-MD5 — це механізм автентифікації, побудований на схемі виклик-відповідь (звідси і назва — англ. challenge-response authentication mechanism).
У CRAM-MD5 сервер автентифікації спершу надсилає рядок виклику до клієнта. Клієнт відповідає іменем, за яким слідує знак пробілу та 16-бітовий дайджест (англ. digest) в шістнадцятковому запису. Дайджест — це значення HMAC-MD5 з паролем користувача як секретним ключем, та первісним викликом сервера. Сервер обраховує власний дайджест із врахуванням пароля користувача, і якщо клієнтський та серверний дайджест збігаються — автентифікація успішна.
Це забезпечує три важливих типи безпеки:
1. ніхто інший не може дублювати хеш без знання паролю. Це називається автентифікацією.
2. сторонні не можуть використовувати той же хеш, оскільки він залежить від випадкового виклику. Це називається запобіганням перепрограванню (англ. replay prevention).
3. користувачі не знають пароль. Це називається секретністю.